# Otmar Majerič
Otmar Majerič, slovenski zdravnik, * 30. oktober 1895, Ormož, † 12. februar 1957, New York.
Rodil se je trgovcu Antonu in Gertrudi (roj. Medik). Imel je brata Miroslava in pet sester (Luizo, (poročeno Vrbnjak), Alojzijo, Jožefo, Antonijo (por. Velechovsky) in Slavico). Vse do aprila leta 1941 je živel in delal v Ormožu. V Ormožu je bil poznan kot lastnik sanatorija in kopališča ter kot pobudnik za snemanje prvega filma o Ormožu , posnetega leta 1935.
Majerič je za zdravljenje uporabljal takrat nove metode, s katerimi se je seznanil na specializaciji pri Valentinu Zeileisu v kraju Gallspach, Avstrija. Uporabljal je elektroterapijo, terapijo z radijem in knajpanje .
V svojem sanatoriju je zdravil revmatične bolnike, pa tudi arterosklerozo, bolezni želodca in živcev, ženske bolezni, med njimi motnje menstruacije, ter glavobol. Za dame je uvedel tudi metodo, pri kateri so z električno masažo oblikovali telo in mišice, ter s tem krepili in izboljševali odpornost.
Leta 1917 se je prostovoljno prijavil v Avstro-Ogrsko vojsko in se boril v Rusiji v bližini Odese. Na fronti je bil ranjen in je izgubil tri prste. Na zdravljenju v bolnišnici je spoznal Ano Baumstein, zdravnico, s katero je bil nekaj let poročen.
Leta 1941 so Nemci Majeriču zaplenili premoženje in ga kot političnega zapornika zaprli v taborišče pri Ptuju, nato pa v zapor v Mariboru. V taborišču je uspešno pozdravil epidemijo kolere, ki je izbruhnila med taboriščniki. Kasneje so ga Nemci poslali na prisilno delo v Avstrijo in Nemčijo, kjer je delal kot zdravnik v različnih bolnišnicah. Po vojni so ga v Jugoslaviji razglasili za državnega sovražnika, zato je migriral v ZDA. V New Yorku je ponovno diplomiral in kot zdravnik rentgenolog do smrti delal v bolnišnici.

## Sanatorij
Otmar Majerič je leta 1927 v Ormožu ustanovil sanatorij , namenjen predvsem zdravljenju revmatičnih bolnikov. Zdravljenje je večinoma potekalo s pomočjo elektroterapije. 
Majeričev sanatorij, ki je v Ormožu deloval v 30-tih letih dvajsetega stoletja je razpolagal z dvajsetimi lepo urejenimi sobami. Bolnikom in obiskovalcem je nudil izbrano hrano iz lastne kuhinje, ki pa je bila na voljo tudi naključnim gostom. Poleg sanatorija je začel graditi še veliko dvonadstropno hišo, kjer naj bi bile sobe za goste. Gradnje ni končal, saj ga je prehitela druga svetovna vojna. Hiša je bila dokončana sredi 50-tih let in jo danes uporabljajo kot stanovanjsko zgradbo.
Majerič se je s svojim bratom in sestrami dobro razumel. Sestra Luiza je vodila restavracijo in kavarno za paciente, Jožefa pa je vodila kuhinjo. Antonija je skupaj z možem Jožefom Velechovskym vodila Majeričevo okrevališče v gradu Preddvor pri Kranju. Alojzija je skrbela za namestitev in nego pacientov, Slavica pa za prepoznavnost okrevališča.
Leta 1941 so Nemci Majeriča zaprli in prevzeli sanatorij.

## Kopališče v Ormožu
Leta 1932 je Majerič na svoje stroške v Ormožu ob reki Dravi uredil za tisti čas eno modernejših kopališč. Kopališče so odprli 31. julija 1932, a je že leta 1942 prenehalo delovati. Na mestu kopališča je še danes ohranjenih nekaj ostankov nekdanjih bazenov, preostalo pa je preraščeno s travo in grmovjem.
"Ormož skozi stoletja III" ima ohranjeno izjavo Otmarja Majeriča, kjer navaja, da kopališče ni bilo tako donosno, kot je pričakoval, vendar je kljub temu omogočal brezplačno kopanje šolskim otrokom, vojakom in Sokolskemu društvu.

Ormožani se še sploh kopajo v odprti Dravi in ne hodijo v moje kopališče. Tujcev ni toliko, da bi bilo kopališče izrabljeno donosno, da bi vse kabine zasedli. Mnogo kopalcev se pride samo kopat, ki ne uporabljajo kabine in plačajo samo po 1 din. Za društvo kakor Sokolsko in za vojake, šolska deca je kopanje popolnoma brezplačno. Potem ostane samo edini dohodek od par kabin teh tujcev, ki pridejo sem na zdravljenje.

## Grad Dvor v Preddvoru
Otmar Majerič je leta 1936 kupil grad Dvor v Preddvoru pri Kranju in ga preuredil v sanatorij, kamor so prihajali gostje iz Jugoslavije, Nemčije in Avstrije.
V času nemške okupacije je grad zavzela nemška vojska in žandarmerija. Občina je grad leta 2006 razglasila za spomenik lokalnega pomena.